# Ilha Akutan
A Ilha Akutan (Akutanax̂ em língua aleúte) é uma ilha nas Ilhas Fox, na parte nascente das Ilhas Aleutas, Alasca. A ilha tem cerca de 30 km de comprimento. Contém um vulcão, o Monte Akutan, que teve uma grande erupção de lava em 1979. A área é de 334,13 km² e a população era no ano 2000, de 713 pessoas, todas residentes em Akutan, na parte oriental da ilha.